# Rupsenschildwants
De rupsenschildwants (Jalla dumosa), is een wants uit de familie Pentatomidae.

## Uiterlijk
Lengte is 12 tot 15 mm. Een overwegend bruine, deels zwarte wants. De middenstreep, twee vlekken op het schildje (scutellum), de ring om de schenen en zijrand van het halsschild zijn variërend van gelig tot helder oranjerood gekleurd. Het connexivum (aan de zijkant zichtbare deel achterlijf) is afwisselend gelig, oranjerood en donkerbruin gevlekt. 
Bij de nimf zijn de kop en het halsschild metallic blauwzwart. Het abdomen is helder rood met aan de rand en in het midden glanzende blauwzwarte vlekken.

## Verspreiding en habitat
Deze soort is verspreid in veel van de palearctische gebieden. In Nederland is hij heel zeldzaam. In 2014 zijn er voor het eerst in 45 jaar weer enkele exemplaren  gevonden. Dat was op Ameland. Hij is vooral te vinden in de duinen, op de heide en andere voedselarme, laag begroeide gebieden.

## Leefwijze
Hij overwintert als imago en de paring in het voorjaar. De nimfen in verschijnen in juni, augustus. Er is jaarlijks één generatie.
Het is roofzuchtige wants die larven en allerlei insecten vangt. Hij is vooral in de lagere vegetatie te vinden. 

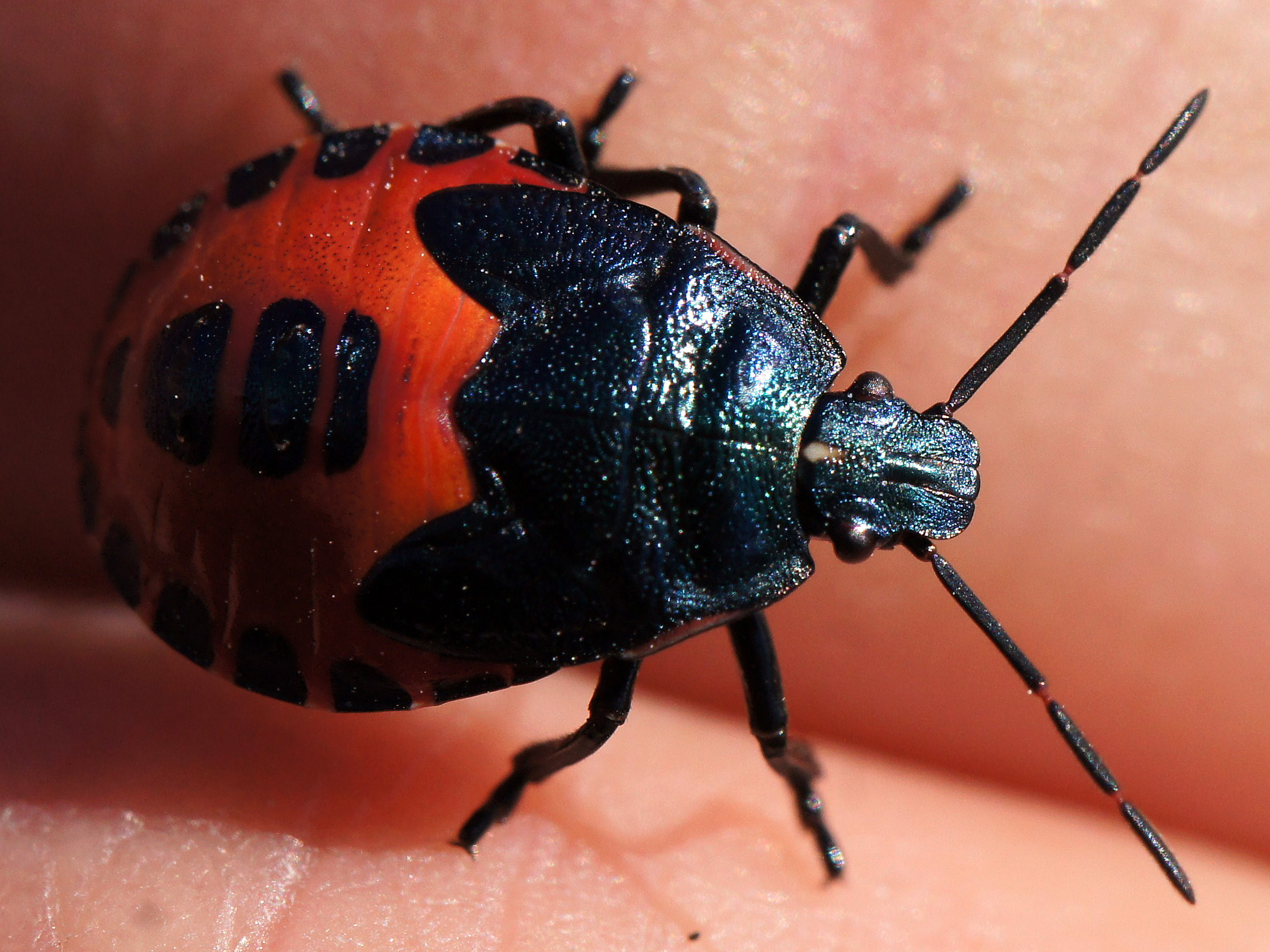
Jalla dumosa als nimf.